# Parmotrema tongaense
Parmotrema tongaense är en lavart som beskrevs av Elix. Parmotrema tongaense ingår i släktet Parmotrema och familjen Parmeliaceae.   Inga underarter finns listade i Catalogue of Life.